# ویندهام چایلدز
ویندهام چایلدز (انگلیسی: Wyndham Childs؛ ۱۵ دسامبر ۱۸۷۶ – ۲۷ نوامبر ۱۹۴۶ (aged 69)) فرد نظامی اهل بریتانیا بود.
همچنین برندهٔ جوایزی همچون نشان سنت مایکل و سنت جورج، نشان امپراتوری بریتانیا، و نشان گرمابه شده‌است.